# Instytut Literacki
Instytut Literacki (wł. Casa Editrice Lettere, fr. Institut Littéraire) – polskie emigracyjne wydawnictwo założone w 1946 w Rzymie, w 1947 przeniesione do Maisons-Laffitte; wydawca m.in. miesięcznika „Kultura” i kwartalnika „Zeszyty Historyczne”.

## Historia
Instytut Literacki został założony przez Jerzego Giedroycia, Zofię Hertz, Zygmunta Hertza, Gustawa Herlinga-Grudzińskiego i Józefa Czapskiego. Był jednym z najbardziej zasłużonych polskich wydawnictw emigracyjnych. Zasłynął jako wydawca miesięcznika „Kultura” (wychodzącego w latach 1947–2000) oraz serii „Biblioteka Kultury”, w której do 2000 ukazało się 512 tomów literatury polskiej i obcej. W 1962 Instytut Literacki w Paryżu rozpoczął wydawanie „Zeszytów Historycznych”, w których publikowano dokumenty, relacje, pamiętniki, wspomnienia i opracowania poświęcone najnowszej historii Polski. Ich wersję „podziemną” wydawało w Polsce Krakowskie Towarzystwo Wydawnicze. Ostatni numer pisma ukazał się w czerwcu 2010. W 2013 Instytut Literacki "Kultura" został wyróżniony Nagrodą Jana Nowaka-Jeziorańskiego.
Od 1946 wydawnictwem kierował Jerzy Giedroyc, zaś po jego śmierci (2000) Zofia Hertz. W latach 2003–2010 kierownikiem wydawnictwa był Henryk Giedroyc, jego następcą został Wojciech Sikora. W maju 2019 roku prezesem Stowarzyszenia Instytut Literacki Kultura, które kontynuuje działalność Instytutu Literackiego, została Anna Bernhardt.